# Sabotage (album)
Pour les articles homonymes, voir Sabotage (homonymie).
Albums de Black Sabbath
Sabbath Bloody Sabbath
(1973) Technical Ecstasy
(1976)
Singles
1. Am I Going Insane (Radio)
Sortie : 1975

Sabotage est le 6e album studio du groupe heavy metal britannique, Black Sabbath. Il est sorti le 28 juillet 1975 sur le label Vertigo Records (Warner Bros. Records aux États-Unis) et fut produit par le groupe et Mike Butcher.
Cet album est largement considéré comme un des meilleurs, sinon le meilleur, que le groupe ait jamais enregistré. Dans la critique du disque, le journaliste du magazine Rolling Stone, Billy Altman le juge encore supérieur à Paranoid.

## Historique

### Contexte de l'enregistrement
Lorsque Black sabbath entre dans les studios Morgan de Willesden dans le nord-ouest de Londres pour enregistrer son nouvel album, tout n'est pas rose. En effet, les musiciens se sont séparés de leur manager Patrick Meehan, conscients de s'être fait flouer et ont engagé Don Arden pour mettre de l'ordre dans leurs affaires. Le groupe traversa donc une période trouble pendant laquelle, il est assailli par les avocats de la partie adverse, ces-derniers occupant parfois le studio d'enregistrement où il recevait des injonctions. Le titre de l'album vient de cette période sombre, le groupe se sentant trahi par son ancien management et sa maison de disque.

### Contenu
Cet album marque un retour au heavy metal tel que Black Sabbath l’avait inventé avec son 1er opus homonyme, c’est-à-dire lourd et puissant, après un 5e album certes très réussi, mais moins intense. Hole in the Sky ouvre l'album et le ton est donné, la cavalerie déboule avec un riff direct et un son plus moderne, Don't Start too Late est un petit interlude acoustique qui prépare l'entrée de Symptom of the Universe, un titre rapide qui s'annonce comme un précurseur des riffs qui engendreront le thrash metal, le titre se termine par une partie plus calme. Megalomania est tout l'inverse, le titre commence dans une ambiance lente, angoissante et sinistre avant, à la suite d'une coupure nette, de continuer en puissance et en agressivité. La face 2 démarre avec un The Thrill of It All qui commence très lentement avant d'éclater et se terminer avec un mélange de guitare et de claviers. Il y a aussi un instrumental, Supertzar que Tony Iommi avait composé chez lui, utilisant initialement un mellotron pour créer le son d'une chorale. Pour l'enregistrement, un chœur (The English Chamber Choir) et un harpiste furent engagés. Ozzy qui n'était pas au courant, ouvrit la porte du studio et lorsqu'il vit tout ce monde, la referma prestement croyant s'être trompé de studio.
On note cependant une chanson beaucoup plus commerciale, presque pop (Am I Going Insane (Radio)), qui fut d’ailleurs publiée en 45 tours et qui laisse supposer qu’il y eut plusieurs versions de cette chanson, dont une pour la radio. En fait cette version est unique et elle se termine par des rires sadiques qui se transforment en un hurlement qui fait froid dans le dos. Ce hurlement introduit le dernier titre intitulé The Writ, dont Ozzy a composé les paroles, et qui dénonce le business de la musique, à travers une diatribe qui n'épargne pas, sans toutefois le citer, leur ancien manager.

## Réception
Cet album se classa à la 7e place des charts britanniques et à la 28e place du Billboard 200 aux États-Unis, devenant le premier album du groupe à ne pas être certifié disque de platine aux États-Unis. Il n'y obtiendra son disque d'or (500 000 album vendus) qu'en juin 1997.

## Liste des chansons
- Toutes ces chansons ont été composées et arrangées par Black Sabbath (Tony Iommi, Ozzy Osbourne, Geezer Butler, Bill Ward)

Face 1
1. Hole In The Sky - 4:00
2. Don't Start (Too Late)	 (instrumental) - 0:49
3. Symptom Of The Universe - 6:28
4. Megalomania	 - 9:42

Face 2
1. The Thrill of It All - 5:53
2. Supertzar	 (instrumental) - 3:43
3. Am I Going Insane (Radio) 4:16
4. The Writ	 - 8:44

Titre bonus réedition 1986
1. Sweat Leaf (live) - 5:30

La durée indiquée pour The Writ tient compte de la présence de Blow on a Jug, très courte piste ajoutée sur cette pièce et sur laquelle on entend juste les voix de Bill & Ozzy, mixées très loin (à faible niveau, d’où le titre, to blow signifiant « chuchoter »). De fort nombreuses éditions de cet album contiennent cette extension de The Writ (par ex. la réédition en CD de 2004), cependant ce n’est pas toujours le cas.

## Musiciens
Black Sabbath
- Ozzy Osbourne : chant
- Tony Iommi : guitare, harpe, piano, orgue, synthétiseur
- Geezer Butler : basse
- Bill Ward : batterie, percussion, piano et chœurs sur Blow on a Jug

Musiciens additionnels
- The English Chamber Choir : chœurs sur Supertzar

## Charts et certifications
| Pays             | Durée du classement | Meilleur classement |
| ---------------- | ------------------- | ------------------- |
| Allemagne        | 3 semaines          | 44e                 |
| Autriche         | 8 semaines          | 9e                  |
| Canada           | 7 semaines          | 29e                 |
| États-Unis       | -                   | 28e                 |
| Norvège          | 13 semaines         | 6e                  |
| Nouvelle-Zélande | 4 semaines          | 33e                 |
| Royaume-Uni      | 7 semaines          | 7e                  |
| Suisse           | 2 semaines          | 5e                  |

| Pays        | Certification | Ventes    | Date       |
| ----------- | ------------- | --------- | ---------- |
| États-Unis  | Or            | 500 000 + | 16/06/1997 |
| Royaume-Uni | Argent        | 60 000 +  | 01/12/1975 |